# Lycosa thoracica
Lycosa thoracica är en spindelart som beskrevs av Patel och C. Adinarayana Reddy 1993. Lycosa thoracica ingår i släktet Lycosa och familjen vargspindlar. Inga underarter finns listade i Catalogue of Life.